# Barcelona Graduate School of Mathematics
Barcelona Graduate School of Mathematics (BGSMath) és una iniciativa impulsada per la Facultat de Matemàtiques de la Universitat de Barcelona (UB), centre adscrit al BKC, el Departament de Matemàtiques de la Universitat Autònoma de Barcelona (UAB), la Facultat de Matemàtiques i Estadística de la Universitat Politècnica de Catalunya (UPC), el grup de recerca en Matemàtiques de la Universitat Pompeu Fabra (UPF) i el Centre de Recerca Matemàtica, amb la coordinació de l'Institut de Matemàtica de la UB, amb què vol recollir les activitats científiques adreçades a estudiants de doctorat que ofereixen les diferents institucions promotores.
L'objectiu de les institucions participants en crear la BGSMath és proporcionar de manera coordinada una formació de doctorat de qualitat, donar-li visibilitat internacional i atraure investigadors de doctorat a Catalunya. Així mateix, també es proposen millorar les sortides professionals dels matemàtics en la indústria i en l'entorn no acadèmic en general i esdevenir una plataforma de col·laboració de tots els agents actius en recerca matemàtica, per desenvolupar projectes col·lectius.